# Уильямс, Кен (бейсболист)
Кеннет Рой Уильямс (англ. Kenneth Roy Williams, 28 июня 1890 года — 22 января 1959 года) — американский профессиональный бейсболист. С 1915 по 1929 год выступал в Главной лиги бейсбола на позиции аутфилдера. Свою карьеру в высшей лиге Уильямс начал в «Цинциннати Редс», однако большую часть карьеры провёл в «Сент-Луис Браунс», а завершил её в «Бостон Ред Сокс». Уильямс стал первым членом клуба 30-30, в который входят игроки, сделавшие 30 хоум-ранов и укравшие 30 баз в одном сезоне. Уильямс также удерживает рекорд «Ориолс» по количеству RBI за один сезон (155).
По окончании профессиональной карьеры Уильямс вернулся в свой родной город Грантс-Пасс, где работал вначале работал полицейским, а позже стал владельцем и управляющим рестораном и бильярдной Owl Club на Джи-стрит.